# Conny Gyllander
Lars Conny Gyllander, född 12 december 1963 i Norrköpings Sankt Johannes församling, Östergötlands län, är en svensk före detta ishockeymålvakt. 

## Biografi
Gyllander är uppvuxen i Skärblacka och spelade i IK Vita Hästen (idag HC Vita Hästen) under merparten av sin karriär, 1980–1996, varav 1980 och framåt på elitnivå. När Vita Hästen gick i konkurs 1996 valde han att avsluta sin karriär i Östergötlands andra elitlag, rivalen Linköping HC. Totalt blev det tre säsonger i Linköping HC, den sista säsongen var han med och lyfte upp laget till Elitserien (idag Svenska hockeyligan), vilket blev klubbens första säsong i högsta serien.
Efter karriären har Conny Gyllander även varit med och gästspelat i Finspångs AIK och Waldemarsviks IF.
Sedan den 7 mars 2014 hänger Conny Gyllanders namn tillsammans tröjnummer 1 uppe i taket i Himmelstalundshallen. Intill hänger två andra av Vita Hästens legendarer, Rickard Rauge med nummer 17 och Peter "Firsov" Eriksson med nummer 4.
Gyllander arbetar idag som rektor på Klockaretorpsskolan i Norrköping.

### Familj
Han har även en dotter från en tidigare relation  född 91 som han fick innan han var gift med Juno . 
Gyllander var tidigare gift med politikern Juno Blom, med vilken han har två barn. Tvilling flickor födda 96 

## Klubbar i karriären[1]
- HC Vita Hästen år 1980–1996
- Linköping HC år 1996–1999

## Källhänvisningar
1. 1 2 3 4 5  ”Conny Gyllander”. Eliteprospects.com. https://www.eliteprospects.com/player/96128/conny-gyllander. Läst 29 september 2019.
2. 1 2  Sveriges befolkning
2000:
Gyllander, Lars Conny
(1963-12-12)
Försäkringskassan, uttag avseende 20001231 (2014)